# Air Apo
Air Apo is een bestuurslaag in het regentschap Rejang Lebong van de provincie Bengkulu, Indonesië. Air Apo telt 1579 inwoners (volkstelling 2010).